# Archieparchia Akki
Archieparchia Akki, Hajfy, Nazaretu i całej Galilei (łac. Archieparchia Ptolemaidensis Melchitarum) – archieparchia melchicka w Izraelu z siedzibą w mieście Hajfa, stolicy dystryktu o tej samej nazwie.

## Historia
Starożytna Ptolemais-Akre była miejscem wizyty Pawła z Tarsu podczas jego podróży opisanej w Dziejach Apostolskich. Wkrótce w tym mieście powstała silna społeczność chrześcijańska. W III w. ustanowiono tu siedzibę biskupa i stolicę diecezji, będącej sufraganią metropolitalnej archidiecezji Tyru. 
W okresie wypraw krzyżowych istniała na tym terenie hierarchia odbudowana przez Kościół łaciński. Biskupem Akki był m.in. Jacques de Vitry.
W 1753 patriarcha Antiochii Cyryl VI Tanas powołał melchicką eparchię Akki, której terytorium wydzielono w 1759 z archieparchii Tyru. Jednak biskup przebywał w Akce tylko w 1804 r.
Przed 1932 r. eparchia Akki obejmowała także Transjordanię. 
18 listopada 1964 r. konstytucją apostolską Episcopalis synodus papieża Pawła VI została podniesiona do rangi archieparchii.
Współcześnie diecezja obejmuje melchitów żyjących na terenie Ziemi Świętej, a szczególnie w Galilei. Łacińska nazwa jednostki administracyjnej odwołuje się do pierwszych wieków chrześcijaństwa, ale siedziba arcybiskupa znajduje się w Hajfie.

## Główne świątynie
- Archikatedra: Katedra św. Eliasza w Hajfie

## Ordynariusze
Biskupi i arcybiskupi (od 1964) Akki
- 1759-1763 Makarios Ajaimy
- 1763-1794 Makarios Fakhoury
- 1795-1809 Makarios Nahas
- 1809-1833 Theodosius Habib
- 1836-1856 Clement Bahous
- 1856-1864 Gregory Youssef Sayour
- 1864-1893 Agapios Doumani
- 1894-1899 Athanasius Sabbagh
- 1901-1940 Gregory Hajjar
- 1940-1943 Joseph Malouf administrator apostolski i arcybiskup  Baalbeku
- 1943-1967 George Hakim, od 1964 arcybiskup
- 1968-1975 Joseph Raya
- 1975-1990 Maximos Salloum
- 1990-2003 Pierre Mouallem
- 2003-2006 archimandryta Georges Nicolas Haddad jako administrator apostolski
- 2006-2014 Elias Chacour
- 2014-2018 Georges Bacaouni
- od 2019 Youssef Matta